# ماسودا كاروخي
ماسودا كاروخي  هي ناشطة سلام أفغانية، ومدافعة عن حقوق المرأة، وحائزة على جائزة برنامج الأمم المتحدة الإنمائي للعدالة والمجتمع والتمكين (N-Peace Award). في عام 2013. ترشحت كاروخي لمنصب عضو البرلمان (عضو مجلس النواب) عن هرات مرتين، في عامي 2005 و 2010. فازت في عام 2010.